# 智寶國際開發
智寶國際開發是一所成立於2015年10月，從事動畫和漫畫投資、智慧財產權許可和製作管理的台灣企業。目前最大股東是台灣大哥大，其業務主要範圍為亞太地區。
2024年，開始對外公布智寶國際集團（Nada Group）品牌總公司的存在。智寶國際開發對外改名為智寶國際，並改隸屬於智寶國際集團其中一員。

## 智寶國際集團

### 中文地區動畫代理業務（回歸線娛樂）

#### 歷程概要
- 2023年5月21日，台灣大哥大投資入股智寶國際開發公司，該公司目前持股31.5％，是智寶國際開發最大法人股東。[2]
- 2023年11月20日，為了將優秀的IP內容展開亞洲區域的市場發行實踐，創立回歸線娛樂品牌公司，主要進行日本動畫IP代理、發行、授權等專業服務，為智寶國際集團旗中一員，並與台灣大哥大合資擁有。[3][4]

- 2024年5月22日，台灣大哥大擬取得回歸線娛樂股份有限公司40%股權之結合申報案獲台灣公平交易委員會予以「不禁止結合」論[5]。

- 2024年6月14日，開設回歸線娛樂官方Facebook與Instagram粉絲頁面。

- 2024年8月31日，開設提供給觀眾觀賞正版完整日本動畫的官方Youtube頻道，主要經營台灣、香港、澳門區域。

#### 動畫代理
2023年10月，開始活躍於日本動畫IP代理。初期以智寶國際名義與REMOW共同取得多部中文地區權利的作品進行當地相關業務。從2024年1月開始，代理授權公司名義由智寶國際更改為回歸線娛樂，更於2024年4月春季開始親自與日本取得代理，不再完全以REMOW合作授權為主。

### 動畫作品製作業務（智寶國際）

#### 歷程概要
- 2016年10月7日：智寶國際開發在台灣經濟部工業局主任秘書游振偉見證下宣布與日本講談社台日攜手合作製作3D電視動畫《奇奇的異想世界》並共同成立製作委員會。[6]

- 2018年1月2日：台灣經濟部工業局的「台日IP合製投資說明會」分享由該部門促成智寶國際開發、大宇資訊與日本東京電視台三方合作成立「《軒轅劍·蒼之曜》動畫製作委員會」。[7]

- 2022年5月19日：智寶國際與遊戲公司宇峻奧汀和區塊鏈技術專家博斯資訊安全共組郎將股份有限公司。平台名稱為MOJOY，主要業務為公益、遊戲、生活、藝術類NFT專案。[8]

#### 製作委員會
- 奇奇的美好冒險（2016年10月）
- 南鎌倉高校女子自行車社（2017年1月）
- 妖怪旅館營業中（2018年4月）
- 溫泉屋小女將（2018年4月）
- 奇奇的美好冒險 第二季（2018年4月）
- 劇場版 溫泉屋小女將（2018年9月）
- 軒轅劍·蒼之曜（2018年10月）
- 機甲英雄機鬥勇者（2019年8月）
- 無能力者娜娜（2020年10月）
- 幻想三國誌-天元靈心記（2021年10月）
- 英雄傳說 閃之軌跡：北方戰役（2023年1月）

### 臺灣原創IP推廣業務（翔英融創）

#### 歷程概要
- 2023年5月29日，與臺灣文化內容策進院合資成立「翔英融創」公司，並宣布啟動「日照計畫」，將負責台灣IP開發製作經營，並促成臺灣漫畫或動畫創作者發展日本市場，進一步讓臺灣原創IP內容擴大市場並推廣至海外。[9]

## 外部連結
- 智寶國際開發官方網站 （页面存档备份，存于）
- 智寶國際集團 NADA GROUP Facebook
- 回歸線娛樂 Facebook （页面存档备份，存于）
- 回歸線娛樂 Instagram
- 回歸線娛樂 Youtube （页面存档备份，存于）

## 來源
1. ↑  .   [2024-01-18]. （原始内容存档于2025-05-12）.
2. ↑  . 時報資訊. 2023-05-11  [2024-01-18]. （原始内容存档于2024-01-18）.
3. ↑  . 台灣公司資料庫.   [2024-01-18]. （原始内容存档于2024-01-18）.
4. ↑  . 回歸線娛樂.   [2024-12-27]. （原始内容存档于2025-05-13）.
5. ↑  . 中華民國公平交易委員會. 2024-05-22  [2024-05-31]. （原始内容存档于2024-06-10）.
6. ↑  . COMPOTECH Asia. 2016-10-08  [2024-01-18]. （原始内容存档于2024-01-18）.
7. ↑  . ctimes. 2018-01-02  [2024-01-18]. （原始内容存档于2024-01-18）.
8. ↑  . 中時新聞網. 2022-05-19  [2024-01-18]. （原始内容存档于2024-01-18）.
9. ↑  阿Lu. . 2024-05-29  [2024-05-29]. （原始内容存档于2024-07-07） （中文（臺灣））.